# Volcanalia capitata
Volcanalia capitata är en insektsart som beskrevs av William Lucas Distant 1917. Volcanalia capitata ingår i släktet Volcanalia och familjen kilstritar.
Artens utbredningsområde är Seychellerna. Inga underarter finns listade i Catalogue of Life.